# Chymsydia colchica
Chymsydia colchica là một loài thực vật có hoa trong họ Hoa tán. Loài này được (Albov) Woronow ex Grossh. mô tả khoa học đầu tiên năm 1932.